# Boesenbergia oligosperma
Boesenbergia oligosperma là một loài thực vật có hoa trong họ Gừng. Loài này được (K.Schum.) R.M.Sm. mô tả khoa học đầu tiên năm 1980.